# Bibliographie sur l'histoire de la zoologie et de la botanique
Voici une orientation bibliographique sur l'histoire de la zoologie et de la botanique (classé par ordre alphabétique des auteurs).

## Ouvrages généraux

### Histoire des sciences
- (en) Allen G. Debus (dir.) (1968). World Who’s Who in Science. A Biographical Dictionary of Notable Scientists from Antiquity to the Present. Marquis-Who’s Who (Chicago) : xvi + 1855 p.

Ouvrage présentant environ 30 000 courtes notices biographiques.
- (en) Robert Mortimer Gascoigne (1987). A Chronology of the History of Science, 1450-1900, Garland (New York) : xi + 585 p.  (ISBN 0-8240-9106-X)
- (en) John L. Heilbron (dir.) (2003). The Oxford Companion to the History of Modern Science, Oxford University Press (Oxford) : xxviii + 941 p., 8 pl.  (ISBN 0-19-511229-6)
- (fr) Jean-Pierre Poirier et Christian Labrousse (2017). La Science en France : Dictionnaire biographique des scientifiques français de l'an mille à nos jours, SELD / Jean-Cyrille Godefroy (Paris) : 1494 p.  (ISBN 978-2-86553-293-3)

Ouvrage contenant 193 entrées pour la biologie végétale et 138 entrées pour la biologie animale.
- (fr) René Taton (dir.) (1957-1964). Histoire générale des sciences (en 4 volumes). Presses universitaires de France (Paris).
  - Tome I : La science antique et médiévale (des origines à 1450), 1957 ; viii + 627 p., 48 pl.
  - Tome II : La science moderne (de 1450 à 1800), 1958 ; vii + 800 p., 48 pl.
  - Tome III : La science contemporaine, Volume 1 : Le XIXe siècle, 1961 ; viii + 755 p., 48 pl.
  - Tome III : La science contemporaine, Volume 2 : Le XXe siècle, 1964 ; viii + 1080 p., 64 pl.

### Histoire de l'environnement
- (fr) Valérie Chansigaud (2013). L'homme et la nature : Une histoire mouvementée, Delachaux et Niestlé (Paris) : 272 p.  (ISBN 978-2603018439)

Initiation à l'histoire environnementale explorant l'impact de l'humanité sur la nature.
- (en) J. Donald Hughes (1975). Ecology in ancient civilizations, University of New Mexico Press (Albuquerque) : x + 181 p.  (ISBN 0-8263-0367-6)
- (en) J. Donald Hughes (2002). An Environmental History of the World. Humankind's Changing Role in the Community of Life, Routledge : xiv + 264 p.  (ISBN 0-415-13619-9)
- (en) J. Donald Hughes (2006). What is Environmental History?, Polity Press (Malden) : 192 p.  (ISBN 0745631894)
- (fr) Rémi Luglia (2015). Des savants pour protéger la nature : La Société d’acclimatation (1854-1960), Presses universitaires de Rennes - PUR (Rennes) : 432 p.  (ISBN 978-2-7535-3575-6)
- (en) Carolyn Merchant (1980). The Death of nature : women, ecology, and the scientific revolution, Harper & Row (New York) : xxiv + 348 p.  (ISBN 0062505955)
- (en) Carolyn Merchant (1989). Ecological revolutions : nature, gender, and science in New England, University of North Carolina Press (Chapel Hill) : xv + 379 p.  (ISBN 0-8078-4254-0)
- (en) Carolyn Merchant (1993). Major problems in American environmental history : documents and essays, Heath (Lexington, Massachusetts) : xviii + 568 + xix p.  (ISBN 0-618-30805-9)
- (en) Carolyn Merchant (2002). American Environmental History, Columbia University Press (New York) : xviiii + 448 p.  (ISBN 0-231-11233-5)
- (en) Carolyn Merchant (2003). Reinventing Eden: The Fate of Nature in Western Culture, Routledge : xii + 308 p.  (ISBN 0-415-93164-9)
- (en) Shawn William Miller (2007). An Environmental History of Latin America, Cambridge University Press (Cambridge) : 272 p.  (ISBN 978-0-521-61298-2)
- (en) John Sheail (1976). Nature in trust : The history of nature conservation in Britain, Blackie (Glasgow) : xiv + 270 p.
- (en) John Sheail (2002). An environmental history of twentieth-century Britain, Palgrave (Basingstoke) : 320 p.  (ISBN 0-333-94981-1)
- (en) Ian Gordon Simmons (2001). An environmental history of Great Britain : from 10,000 years ago to the present, Edinburgh University Press (Édimbourg) : xi + 419 p.  (ISBN 0-7486-1283-1)
- (en) Louis S. Warren (2006). American Environmental History, Blackwell Science : 384 p.  (ISBN 0-631-22864-0)

### Biologie
- (fr) Réjane Bernier (1975). Aux sources de la biologie. Tome premier. Les vingt premiers siècles. La classification, Presses de l’Université du Québec (Québec) et Masson (Paris) : xii + 264 p.  (ISBN 0-7770-0065-2)
- (fr) Réjane Bernier (1986). Aux sources de la biologie. II. Les théories de la génération après la renaissance: La cytologie et la génétique, Éditions Orbis Publishing (Québec) et Masson (Paris) : 422 p.  (ISBN 2-9800545-0-X)
- (fr) Réjane Bernier (1988). Aux sources de la biologie. III. L’anatomie, Éditions Orbis Publishing (Québec) et Masson (Paris) : xv + 267 p.  (ISBN 2-9800545-2-6)

Cette série d'ouvrages comporte quatre volumes (voir le quatrième dans la partie sur la paléontologie et les fossiles de cette bibliographie). Il s'agit d'un recueil de textes historiques accompagnés par des notices introductives.
- (fr) Denis Buican (1994). Histoire de la biologie : Hérédité - Évolution, Nathan Université (Paris), collection 128 Sciences, Vol.66 : 127 p.  (ISBN 2-09-190738-3)
- (fr) Denis Buican (2010). Biologie : Histoire et philosophie, CNRS Éditions (Paris), collection Le banquet scientifique  (ISSN 2109-8638) : 231 p.  (ISBN 978-2-271-07022-7)
- (fr) Pascal Duris et Gabriel Gohau (1997). Histoire des sciences de la vie, Nathan (Paris), collection Réf.  (ISSN 1248-573X) : 415 p.  (ISBN 2-09-190527-5) ; 2e édition revue et condensée (2011). Belin (Paris), collection Belin Sup Sciences - Histoire des Sciences : 246 p.  (ISBN 978-2-7011-5987-4)
- (fr) Daniel Girard (dir.) (2012). Biologistes et naturalistes français du XXe siècle, Hermann (Paris), collection Histoire des sciences : 618 p.  (ISBN 978-2-7056-8293-4)
- (fr) Ernst Mayr (1989). Histoire de la biologie. 1. Des origines à Darwin, 0426, Le Livre de poche (Paris), collection LP : 636 p.  (ISBN 2-253-90426-0)
- (fr) Ernst Mayr (1989). Histoire de la biologie. 2. Diversité, évolution et hérédité, 0425, Le Livre de poche (Paris), collection LP : 569 p.  (ISBN 2-253-90425-2)
- (fr) Ernst Mayr (2006). Après Darwin. La biologie, une science pas comme les autres, Dunod : 237 p.  (ISBN 2-10-049560-7)
- (fr) Paul Mazliak (2001). La Biologie du XXe siècle. Les grandes avancées de Pasteur aux neurosciences, Vuibert (Paris) et ADAPT (Paris) : 352 p.  (ISBN 2-7117-5349-2)
- (fr) Paul Mazliak (2002). Les Fondements de la biologie. Le XIXe siècle de Darwin, Pasteur et Claude Bernard, Vuibert (Paris) et ADAPT (Paris) : vii + 343 p.  (ISBN 2-7117-5352-2)
- (fr) Paul Mazliak (2006). La Biologie au siècle des Lumières, Vuibert (Paris) et ADAPT (Paris) : vii + 472 p.  (ISBN 2-7117-7193-8)
- (fr) Paul Mazliak (2007). La Naissance de la biologie dans les civilisations de l'Antiquité, Vuibert (Paris) et ADAPT (Paris) : x + 383 p.  (ISBN 978-2-7117-4008-6 et 978-2-909680-72-9)
- (fr) Michel Morange (2016). Une histoire de la biologie, Seuil (Paris), collection Points Sciences  (ISSN 0337-8160), no 220 : 429 p.  (ISBN 978-2-7578-2917-2)
- (fr) André Pichot (1993). Histoire de la notion de vie, 230, Gallimard (Paris), collection Tel : 973 p.  (ISBN 2-07-073136-7)
- (fr) Pierre de Puytorac (1999). Panorama de la biologie d'hier à aujourd'hui, Ellipses (Paris), collection Sciences de la vie et de la terre : 272 p.  (ISBN 2-7298-6803-8)
- (fr) Michel Rousselet (2011). Almanach de la biologie : évolution et génétique, Vuibert (Paris) et ADAPT (Paris) : vi + 186 p.  (ISBN 978-2-311-00014-6 et 978-2-35656-026-1)
- (en) Jan Sapp (2003). Genesis : The Evolution of Biology. Oxford University Press (Oxford, New York) : xix + 364 p.  (ISBN 0-19-515618-8)
- (fr) Stéphane Schmitt (2006). Aux origines de la biologie moderne. L’anatomie comparée d’Aristote à la théorie de l’évolution, Belin (Paris), collection Belin Sup Histoire des Sciences - Biologie : 464 p.  (ISBN 2-7011-3511-7)
- (fr) Pierre Vignais (2001). La biologie, des origines à nos jours : une histoire des idées et des hommes, EDP Sciences (Les Ulis), collection Grenoble sciences : 478 p.  (ISBN 2-86883-519-8)
- (fr) Hendrik Cornelis Dirk de Wit (1992). Histoire du développement de la biologie. Volume 1, Presses polytechniques et universitaires romandes (Lausanne) : 404 p.  (ISBN 2-88074-233-1)
- (fr) Hendrik Cornelis Dirk de Wit (1993). Histoire du développement de la biologie. Volume 2, Presses polytechniques et universitaires romandes (Lausanne) : 474 p.  (ISBN 2-88074-252-8)
- (fr) Hendrik Cornelis Dirk de Wit (1994). Histoire du développement de la biologie. Volume 3, Presses polytechniques et universitaires romandes (Lausanne) : 670 p.  (ISBN 2-88074-264-1)
- (en) Lisa Yount (2003). A to Z of Biologists : Notable scientists, Infobase Publishing (New York), collection Facts on File science library : x + 390 p.  (ISBN 0-8160-4541-0)

Ouvrage présentant environ 180 notices biographiques.

### Histoire naturelle

#### Ouvrages généraux sur l'histoire naturelle
- (fr) Henri Daudin (1926). De Linné à Jussieu : Méthodes de la classification et idée de série en botanique et en zoologie (1740-1790) [1 vol.], Félix Alcan (Paris) : ii + 264 p. ; reproduit en fac-similé (1983). Édition des Archives contemporaines (Paris), collection Réimpressions.  (ISBN 2-903928-05-3)
- (fr) Henri Daudin (1926). Cuvier et Lamarck : Les classes zoologiques et l’idée de série animale (1790-1830) [2 vol.], Félix Alcan (Paris) : xiii + 460 & 338 p. ; reproduit en fac-similé (1983). Édition des Archives contemporaines (Paris), collection Réimpressions.  (ISBN 2-903928-02-9)
- (fr) Émile Guyénot (1957). Les sciences de la vie aux XVIIe et XVIIIe, l'idée d'évolution, Albin Michel (Paris) : 462 p.
- (en) David M. Knight (1981). Ordering the world. A history of classifying man, Burnett Books (Londres) : 215 p.  (ISBN 0-233-97293-5)
- (fr) Patrick Matagne (1999). Aux origines de l’écologie : les naturalistes en France de 1800 à 1914, Éditions du Comité des Travaux historiques et scientifiques (Paris), collection Histoire des sciences et des techniques : 302 p.  (ISBN 2735504107)
- (fr) Emma C. Spary (2005). Le Jardin d'utopie : L'histoire naturelle en France de l'Ancien Régime à la Révolution, Muséum national d'histoire naturelle (Paris) : 407 p.  (ISBN 2-85653-566-6) ; édition originale en anglais (2000). Utopia's garden : French natural history from Old Regime to Revolution, The University of Chicago Press (Chicago, Londres) : xv + 321 p.  (ISBN 0-226-76862-7)
- (en) Nancy Leys Stepan (2001). Picturing Tropical Nature, Reaktion Books Ltd (Londres), collection Picturing History : 283 p.  (ISBN 1-86189-084-2)
- (fr) Keith Thomas (1985). Dans le jardin de la nature. La mutation des sensibilités en Angleterre à l’époque moderne (1500-1800), Gallimard (Paris), collection Bibliothèque des histoires : 403 p.  (ISBN 2-07-070449-1)

Ouvrage présentant l'évolution de la perception de la nature de la Renaissance au début de l'époque classique.

#### Recueil de biographies de naturalistes
Nota bene : les biographies individuelles se trouvent sur les articles correspondants. Plus bas, sont cités plusieurs recueils de biographies de naturalistes par spécialité : ornithologie, herpétologie, etc.
- (fr)    Philippe Jaussaud et Édouard-Raoul Brygoo (2004), Du Jardin au Muséum en 516 biographies. Publications scientifiques du Muséum national d'histoire naturelle, Paris, 630 pages,  (ISBN 2-85653-565-8).

Ces notices présentent tous les chercheurs de l'institution. Des annexes présentent l'origine du Jardin des plantes, des fac-similés de documents divers, des chronologies sur les intendants et les directeurs, des différentes chaires, la reproduction des décrets et arrêtés conduisant à la création du Muséum.
- (fr) Jules Pizzetta (1893). Galerie des naturalistes. Histoire des sciences naturelles depuis leur origine jusqu'à nos jours. Hennuyer (Paris) : vii + 410 p. (texte disponible sur le site de la bibliothèque numérique gallica).

Ouvrage ancien présentant une petite trentaine de notices biographiques.
- (en)    Keir B. Sterling, Richard P. Harmond, George A. Cevasco & Lorne F. Hammond (dir.) (1997). Biographical dictionary of American and Canadian naturalists and environmentalists. Greenwood Press (Westport) : xix + 937 p.  (ISBN 0-313-23047-1)

#### Enseignement de l'histoire naturelle
- (fr) Francis Gires (dir.) (2013). L'empire des sciences... naturelles : cabinets d’histoire naturelle des lycées impériaux de Périgueux et d’Angoulême, Association de Sauvegarde et d'Étude des Instruments Scientifiques et Techniques de l'Enseignement (Niort) : 405 p.  (ISBN 978-2-9523415-2-3)
- (fr) Nicole Hulin (dir.) (2002). Sciences naturelles et formation de l'esprit : autour de la réforme de l'enseignement de 1902, Presses universitaires du Septentrion (Villeneuve-d'Ascq), collection Histoire des sciences : 395 p.  (ISBN 2-85939-749-3)

#### Histoire naturelle et colonialisme
- (en) Peder Anker (2001). Imperial Ecology : Environmental Order in the British Empire, 1895-1945, Cambridge University Press (Cambridge) : 352 p.  (ISBN 0-674-00595-3)
- (en) Tony Ballantyne (2004). Science, Empire and the European Exploration of the Pacific, Ashgate Publishing, Limited (Hampshire) : 367 p.  (ISBN 0-7546-3562-7)
- (fr) Marie-Noëlle Bourguet (1999). De l’inventaire du monde à la mise en valeur du globe : botanique et colonisation, Revue française d’histoire d’outre-mer, 86 (322-333) : 425 p.
- (en) Alfred W. Crosby (dir.) (2004). Ecological imperialism: the biological expansion of Europe, 900-1900, Cambridge University Press (Cambridge) : xxii + 368 p. + 16 p. de pl.  (ISBN 0-521-54618-4)
- (en) Richard Harry Drayton (2000). Nature's government : science, imperial Britain, and the "improvement" of the World, Yale University Press (New Haven, Connecticut) : xxi + 346 p.  (ISBN 0-300-05976-0)
- (en) Richard H. Grove (1995). Green imperialism : Colonial expansion, tropical island Edens, and the origins of environmentalism, 1600-1860, Cambridge University Press (Cambridge) : xiv + 540 p.  (ISBN 0521403855)
- (en) Roy M. Macleod (2001). Nature and Empire. Science and the Colonial Enterprise, Osiris: A Research Journal devoted to the History of Science and its Cultural Influences, 15, Second Series, History of Science Society : 323 p.  (ISBN 0-226-50078-0)  (ISSN 0369-7827)
- (en) Nathan Reingold et Marc Rothenberg (1987). Scientific colonialism. A cross-cultural comparison, Smithsonian Institution Press (Washington) : xiii + 398 p.  (ISBN 0-87474-785-6)
- (en) L.C. Rookmaaker (1989). The zoological exploration of southern Africa 1650-1790, Balkema (Rotterdam) : 392 p.  (ISBN 9061918677)
- (en) Londa Schiebinger (2004). Plants and Empire: Colonial Bioprospecting in the Atlantic World, Cambridge University Press (Cambridge) : 306 p.  (ISBN 0674014871)
- (en) Londa Schiebinger et Claudia Swan (dir.) (2007). Colonial Botany: Science, Commerce, and Politics in the Early Modern World, University of Pennsylvania Press (Philadelphia) : 346 p.  (ISBN 0812220099)
- (en) Sujit Sivasundaram (2005). Nature and the Godly Empire: Science and Evangelical Mission in the Pacific, 1795–1850, Cambridge University Press (Cambridge) : 236 p.  (ISBN 0-521-84836-9)

### Microscopie
- (en) Marc J. Ratcliff (2009). The Quest for the Invisible : Microscopy in the Enlightenment, Ashgate Publishing Limited (Farnham, Surrey) et Ashgate Publishing Company (Burlington, Vermont) : xii + 315 p.  (ISBN 978-0-7546-6150-4)
- (fr) Jean Vallade (2008). L'œil de lynx des microscopistes : La sexualité végétale, l'apport des micrographes depuis le XVIIe siècle, Éditions universitaires de Dijon (Dijon) : 337 p.  (ISBN 978-2-915552-99-7)

## Botanique

### Ouvrages généraux
- (fr) Lucile Allorge (2003). La fabuleuse odyssée des plantes : les botanistes voyageurs, les jardins des plantes, les herbiers. JC Lattès (Paris) : 727 p. + 16 pl.  (ISBN 2-7096-2327-7) ; paru en édition de poche (2006). Hachette Littératures (Paris), collection Pluriel Sciences : 861 p.  (ISBN 2-01-279287-1)
- (en) Mauro Ambrosoli (1997). The Wild and the Sown : Botany and Agriculture in Western Europe, 1350-1850, Cambridge University Press (Cambridge) : xxiv + 460 p. + 16 pl.  (ISBN 0-521-46509-5)
- (en) Agnes Arber (1938). Herbals, their origin and evolution. A chapter in the history of botany, 1470-1670. Cambridge University Press (Cambridge) : xxxii + 358 p.
- (en) Frank J. Anderson (1977). An Illustrated history of the herbals. Columbia University Press : xiv + 270 p.
- (fr) Louis-Marie Blanchard (2015). L'Aventure des Chasseurs de Plantes. Éditions Paulsen (Paris) : 331 p.  (ISBN 978-2-91655-263-7)
- (fr) Andrée Corvol (2005). Les Arbres voyageurs, Robert Laffont (Paris) : 351 p.  (ISBN 2-221-09760-2)
- (fr) François Couplan (2000). Dictionnaire étymologique de Botanique, Delachaux et Niestlé (Lausanne), collection La Bibliothèque du naturaliste : 238 p.  (ISBN 2-603-01182-0)
- (fr) Lucienne Deschamps (texte) et Annick Maroussy (photographies) (2008). Botanistes voyageurs ou la passion des plantes, Aubanel (Paris) et Éditions Minerva (Genève) : 179 p.  (ISBN 978-2-7006-0571-6)
- (fr) Jean-Marc Drouin (2008). L'herbier des philosophes, Éditions du Seuil (Paris) : 314 p.  (ISBN 978-2-02-096734-1)
- (en) Joseph Reynolds Green (1909). A history of Botany, 1860-1900 : Being a continuation of Sachs' History of botany, 1530-1860, Clarendon Press (Oxford) et Russell & Russel (New York) : 543 p.
- (fr) Ferdinand Hoefer (1872). Histoire de la botanique, de la minéralogie et de la géologie : depuis les temps les plus reculés jusqu’à nos jours. Hachette (Paris) : 412 p. (texte disponible sur le site de la bibliothèque numérique gallica).
- (en) Duane Isely (2002). One Hundred and One Botanists. Purdue University Press (West Lafayette) : 358 p.
- (fr) Sandra Knapp (2003). Le Voyage botanique, Mengès (Paris) : 336 p.  (ISBN 2-8562-0434-1)
- (fr) Sylvie Magnanon (2015). Les botanistes : Contribution à une ethnologie des passions naturalistes, L'Harmattan (Paris) : 158 p.  (ISBN 978-2-343-05389-9)
- (fr)    Joëlle Magnin-Gonze (2004). Histoire de la botanique, Delachaux et Niestlé (Lausanne), collection Les références du naturaliste : 217 p.  (ISBN 2-603-01495-1)
- (fr) Joëlle Magnin-Gonze (2015). Histoire de la botanique, Delachaux et Niestlé (Paris) : 379 p.  (ISBN 978-2-603-02215-3)
- (en) Zbigniew Mirek et Alicja Zemanek (dir.) (1998). Studies in Renaissance botany, Académie des sciences polonaise (Cracovie) : 230 p.  (ISBN 83-85444-61-0)
- (fr) Philippe Morat, Gérard-Guy Aymonin et Jean-Claude Jolinon (dir.) (2004). L’Herbier du monde. Cinq siècles d’aventures et de passions botaniques au Muséum national d'histoire naturelle, Muséum national d'histoire naturelle à Paris et Les Arènes/L’iconoclaste (Paris) : 240 p.  (ISBN 2-286-00727-6)
- (en) Alan Gilbert Morton (1981). History of botanical science. An account of the development of botany from ancient times to the present day, Academic Press (London, New York) : xii + 474 p.  (ISBN 0-12-508382-3)
- (en) Anna Pavord (2005). The naming of names : The search for order in the world of plants, Bloomsbury (Londres) : 471 p.  (ISBN 0-7475-7952-0)
- (en) Julius von Sachs (1890). History of botany, 1530–1860, Clarendon Press (Oxford) : xv + 568 p.
- (de) Alfred Schmidt (1979). Drogen und Drogenhandel im Altertum, Arno (New York) : viii + 136 p.  (ISBN 0-405-12394-9)
- (fr) Sabine van Sprang, Gerda De Brabandere et Elisabeth Lauwers-Derveaux (dir.) (1996). L'empire flore : histoire et représentation des fleurs en Europe du XVIe au XIXe siècle, La Renaissance du livre (Bruxelles) : 367 p.  (ISBN 2-8041-2449-5)
- (fr) Henriette Walter et Pierre Avenas (2017). La Majestueuse Histoire du nom des arbres : Du modeste noisetier au séquoia géant, Éditions Robert Laffont (Paris) : 561 p.  (ISBN 978-2-221-13622-5)

### La botanique en France
- (fr) Georges J. Aillaud, Jean-Patrick Ferrari et Guy Hazzan (1982). Les botanistes à Marseille et en Provence du xvie siècle au xixe siècle. (Catalogue de l’exposition), La Ville de Marseille : 136 p. + 12 pl.
- (fr)    Adrien Davy de Virville (dir.) (1955). Histoire de la botanique en France. SEDES (Paris) : 394 p.
- (fr)    Benoît Dayrat (2003). Les Botanistes et la Flore de France, trois siècles de découvertes. Publication scientifiques du Muséum national d'histoire naturelle : 690 p.  (ISBN 2-85653-548-8)
- (fr) Pierre Jacquet (1996). Les Botanistes lyonnais du XVIe siècle, Bulletin mensuel de la Société linnéenne de Lyon, 65 (Suppl. 5) : 1-70.  (ISSN 0366-1326)
- (fr) Jean Lhoste et Jacques Ponchet (1994). Histoire de la phytopathologie et des artisans de son évolution en France, OPIE : 343 p.
- (fr) Philippe Morat, Gérard-Guy Aymonin et Jean-Claude Jolinon (2004). L’Herbier du monde. Cinq siècles d’aventures et de passions botaniques au Muséum national d'histoire naturelle, Muséum national d'histoire naturelle à Paris et Les Arènes/L’iconoclaste (Paris) : 240 p.  (ISBN 2-286-00727-6)
- (en) Williams L. Roger (dir.) (2001). Botanophilia in eighteenth-century France : the spirit of Enlightenment, Kluwer (Dordrecht), collection Archives internationales d'histoire des idées  : 197 p.  (ISBN 0-7923-6886-X)
- (en) Williams L. Roger (2003). French botany in the enlightenment : the III-fated Voyages of La Pérouse and his rescuers, Kluwer (Dordrecht) : 240 p.  (ISBN 1-4020-1109-1)

### La botanique des autres pays
- (en) David Elliston Allen (1986). The Botanists : a history of the Botanical Society of the British Isles through 150 years, St-Paul’s Bibliobraphies : xv + 232 p.  (ISBN 0906795362)
- (en) Ray Desmond (1992). The European discovery of the Indian flora, Oxford University Press : xii + 355 p.  (ISBN 0-19-854684-X)
- (en) Ray Desmond (1994). Dictionary Of British And Irish Botanists And Horticulturists Including plant collectors, flower painters and garden designers, Taylor & Francis (London, Bristol) et The Natural History Museum (London) : xl + 825 p.  (ISBN 0-85066-843-3)
- (en) Joseph Reynolds Green (1914). A history of Botany : in the United Kingdom from the earliest times to the end of the 19th century, J.M. Dent & Sons Limited (London, Toronto) et E.P. Dutton & Co. (New York) : 648 p.
- (en) Stephen A. Harris (2007). The magnificent Flora Graeca : how the Mediterranean came to the English garden, Bodleian Library, University of Oxford (Oxford) : 189 p.  (ISBN 1-85124-306-2)
- (en) Elizabeth B. Keeney (1992). The Botanizers : Amateur scientifists in 19th century America, University of North Carolina Press (Chapel Hill) : xii + 206 p.  (ISBN 0807820466)
- (en) Hans Walter Lack et David J. Mabberley (1999). The Flora Graeca story : Sibthorp, Bauer, and Hawkins in the Levant, Oxford University Press : xxvii + 327 p. + xvi pl.  (ISBN 0-19-854897-4)
- (en) Andrew Denny Rodgers (1944). American Botany, 1873-1892 : Decades of transition, Oxford University Press : 340 p.
- (en) Ann B. Shteir (1996). Cultivating Women, Cultivating Science. Flora’s daughters and botany in England 1760 to 1860, Johns Hopkins University Press (Baltimore) : xi + 301 p.  (ISBN 0-8018-5141-6)

### La botanique médicale
- (en) Richard Le Strange (1977). A History of Herbal Plants. Angus & Robertson Limited (Sydney) : xxi + 304 p.  (ISBN 0-207-95645-6)
- (en) Barbara Griggs (1997). Green Pharmacy. The History and Evolution of Western Herbal Medicine. Inner Traditions Intl Ltd : xvi + 432 p.  (ISBN 0892817275)

### Site internet
- De très nombreuses biographies en anglais sont disponibles sur le site de l'herbier national hollandais.

## Mycologie

### Ouvrages généraux
- (en) Geoffrey Clough Ainsworth (1976). Introduction to the history of mycology. Cambridge University Press (Cambridge) : xi + 359 p.  (ISBN 0-521-21013-5)
- (en) Brian C. Sutton (dir.) (1996). A century of mycology. British Mycological Society Centenary symposium (1996, University of Sheffield). Cambridge University Press (Cambridge) : xiii + 398 p.  (ISBN 0-521-57056-5)

### Mycologie médicale
- (en) Geoffrey Clough Ainsworth (1986). Introduction to the History of Medical and Veterinary Mycology. Cambridge University Press (Cambridge) : xi + 228 p.  (ISBN 0-521-30715-5)

## Zoologie

### Ouvrages généraux
- (en) J.H.R. Andrews (1988). The Southern Ark: Zoological Discovery in New Zealand, 1769-1900, University of Hawaii Press : 238 p.  (ISBN 0824811925)
- (fr) Julius Victor Carus (1880). Histoire de la zoologie depuis l’Antiquité jusqu’au XIXe siècle. Baillière (Paris) : viii + 623 p. (texte disponible sur le site de la bibliothèque numérique gallica).
- (en) Francis Joseph Cole (1926). The History of Protozoology, University of London Press (Londres) : 64 p.
- (en) Francis Joseph Cole (1944). A History of Comparative Anatomy from Aristotle to the 18th Century, MacMillan and Co., Ltd. (Londres) : viii + 524 p.
- (fr) Paul Delaunay (1962). La Zoologie au XVIe siècle, Hermann (Paris), collection Histoire de la pensée : xi + 338 p. ; rééd. 1997  (ISBN 2-7056-5236-1)
- (en) Karl A.E. Enenkel et Paul J. Smith (2007). Early Modern Zoology: The Construction of Animals in Science, Literature and the Visual Arts. 2 volumes, Brill (Leiden) : xxviii + 316 p. ; viii + 336 p.  (ISBN 90-04-13188-4)
- (fr) Ferdinand Hoefer (1873). Histoire de la zoologie : depuis les temps les plus reculés jusqu’à nos jours. Hachette (Paris) : 412 p. (texte disponible sur le site de la bibliothèque numérique gallica).
- (fr) Jean-Loup d’Hondt (2007). Histoire de la zoologie, Ellipses édition marketing S.A. (Paris), collection L’esprit des sciences, n°43 : 126 p.  (ISBN 978-2-7298-2920-9)
- (fr) Jean Leclercq (1959). Perspectives de la zoologie européenne : Histoire, problèmes contemporains, Éditions J. Duculot (Gembloux) et Librairie agricole de la Maison rustique (Paris) : 162 p.
- (fr) Jean Leclercq et Pierre Dagnelie (1966). Perspectives de la zoologie européenne : Un sondage d'opinions des zoologistes, Les Presses agronomiques de Gembloux, Éditions J. Duculot (Gembloux) : 215 p.
- (en) Willy Ley (1968). Dawn of zoology, Prentice-Hall (Upper Saddle River), collection Prentice-Hall Series in Nature and Natural History : viii + 280 p.
- (en) Richard V. Melville (1995). Towards stability in the names of animals : A history of the International Commission on Zoological Nomenclature 1895-1995, International Trust for Zoological Nomenclature (Londres) : viii + 92 p.  (ISBN 0-85301-005-6)
- (fr) Georges Petit & Jean Théodoridès (1962). Histoire de la zoologie des origines à Linné. Hermann (Paris), coll. Histoire de la pensée : xi + 360 p.
- (en) Andrew Polaszek (dir.) (2010). Systema Naturae 250 : The Linnaean Ark, CRC Press - Taylor & Francis Group (Boca Raton, Londres, New York) : xvi + 276 p.  (ISBN 978-1-420-09501-2)

Compilation des actes du Colloque célébrant les 250 ans du Systema Naturae lors du 20e Congrès international de Zoologie organisé à Paris du 26 au 29 août 2008.
- (en) Mary P. Winsor (1991). Reading the Shape of Nature : Comparative Zoology at the Agassiz Museum. University of Chicago Press (Chicago) : xviii + 324 p.  (ISBN 0226902153)

Ouvrage sur l'histoire du muséum de zoologie comparée de Louis Agassiz à l'Université Harvard.

### Relations avec les animaux
- (fr) Janick Auberger et Peter Keating (2009). Histoire humaine des Animaux : De l'Antiquité à nos jours. Ellipses (Paris) : 277 p.  (ISBN 978-2-7298-4168-3)
- (fr) Damien Baldin (2014). Histoire des animaux domestiques (XIXe – XXe siècle), Seuil (Paris) : 377 p.  (ISBN 978-2-02-097450-9)
- (fr) Éric Baratay (2012). Le Point de vue animal : Une autre version de l'histoire, Seuil (Paris), collection L'Univers Historique : 388 p.  (ISBN 978-2-02-098285-6)
- (fr) Corinne Beck et Fabrice Guizard-Duchamp (dir.) (2012). La bête captive au Moyen Âge et à l’époque moderne. Encrage Édition (Amiens), collection Encrage Université : 185 p.  (ISBN 978-2-36058-026-2)

Actes des Deuxièmes rencontres internationales Des bêtes et des hommes, Valenciennes, 8-9 novembre 2007.
- (fr) Laurence Bobis (2000). Le chat : Histoire et légendes, Fayard (Paris) : 348 p. + 16 pl.  (ISBN 2-213-60495-9) ; paru en édition de poche (mars 2006). Une histoire du chat : De l'Antiquité à nos jours, Seuil (Paris), collection Points Histoire  (ISSN 0768-0457), no 356 : 336 p.  (ISBN 2-02-085705-7)
- (fr) Liliane Bodson (dir.) (1998). Les Animaux exotiques dans les relations internationales : Espèces, fonctions, significations, Université de Liège / Institut de zoologie (Liège) : xi + 232 p.

Volume 9 de la publication des Colloques d'histoire des connaissances zoologiques  (ISSN 0777-2491) : Journée d’étude – Université de Liège, 22 mars 1997.
- (fr) Jacques Boudet et Robert Laffont (1962). L'homme et l'animal : Cent mille ans de vie commune. Éditions du Pont Royal (Paris) : 295 p.
- (fr) Valérie Chansigaud (2020). Histoire de la domestication animale. Delachaux et Niestlé (Paris) : 400 p.  (ISBN 978-2-603-02474-4)
- (fr) Robert Delort (1984). Les Animaux ont une histoire, Seuil (Paris), collection L’univers historique : 399 p.  (ISBN 2020195143)
- (fr) Alfred Franklin, La vie privée d'autrefois : Arts et métiers, modes, mœurs, usages des Parisiens du XIIe au XVIIIe siècle d'après des documents originaux ou inédits, Librairie Plon (Paris).
  - Série I, Vol.4 (1897) : Les Animaux aux Treizième et Quatorzième siècles ; xi + 336 p.
  - Série I, Vol.5 (1899) : Les Animaux du Quinzième au Dix-neuvième siècle ; xix + 307 p.
- (en) Mary J. Henninger-Voss (dir.) (2002). Animals in Human Histories : The Mirror of Nature and Culture, University of Rochester Press (Rochester) / Boydell & Brewer, Ltd. (Woolbridge), collection Studies in Comparative History  (ISSN 1539-4905), Vol.1 : xxi + 484 p.  (ISBN 1-58046-121-2)
- (en) Linda Kalof (2007). Looking at Animals in Human History, University of Chicago Press (Chicago) : 240 p.  (ISBN 1861893345)
- (fr) Pierre Loevenbruck (1955). Les animaux sauvages dans l’histoire, Payot (Paris), collection Bibliothèque historique : 208 p.
- (en) Louise E. Robbins (2002). Elephant Slaves and Pampered Parrots : Exotic Animals in Eighteenth Century Paris. Johns Hopkins University Press (Baltimore) : 349 p.  (ISBN 0801867533)
- (fr) Victoria Vanneau (2014). Le Chien : Histoire d'un objet de compagnie, Autrement (Paris), collection Leçons de choses : 223 p.  (ISBN 978-2746732759)
- (en) Frederick Zeuner (1963). A History of Domesticated Animals. Harper & Row Publishers (New York) : 558 p.

### Mammalogie

#### Ouvrages généraux
- (en) Bo Beolens, Michael Watkins & Michael Grayson (2009). The Eponym Dictionary of Mammals, Johns Hopkins University Press (Baltimore) : xiii + 574 p.  (ISBN 978-0-8018-9304-9)
- (en) Elmer C. Birney et Jerry R. Choate (1994). Seventy-five Years of Mammalogy (1919-1994), American Society of Mammalogists (Provo) : xiv + 433 p.  (ISBN 0935868739)
- (fr) Pierre Cabard et Bernard Chauvet (1998). L’Étymologie des noms de mammifères, Éveil Nature (Saint-Yrieix-sur-Charente), collection Éveil nature : 240 p.  (ISBN 2-84000-017-2)
- (en) Keir B. Sterling (dir.) (1987). An International History of Mammalogy. Volume One. Eastern Europe and Fennoscandia, One World Press (Bel Air, Maryland) : xxiv + 198 p.

Les deux volumes suivants de cette série sont annoncés depuis plusieurs années.
- (fr) Henriette Walter et Pierre Avenas (2003). L’étonnante histoire des noms des mammifères : de la musaraigne étrusque à la baleine bleue. Éditions Robert Laffont (Paris) : 486 p.  (ISBN 2-221-09157-4)

#### Ouvrages spécialisés
- (en) Agustín Fuentes (dir.) (2017). The International Encyclopedia of Primatology, 3 volumes, John Wiley & Sons, Inc. (Chichester, West Sussex) : xlvii + 1535 p.  (ISBN 978-0-470-67337-9)
  - Volume I : A-G ; xlvii + p. 1-510.
  - Volume II : H-O ; p. 511-916.
  - Volume III : P-Z ; p. 917-1535.

### Ornithologie
En français : Monographie récente : Chansigaud (2007). Le seul autre ouvrage disponible (Boubier, 1925) est difficile à trouver et date de 80 ans. Par ailleurs, l'ouvrage de Cabard et Chauvet (2003) qui fait le point sur l'étymologie des noms d'oiseaux présente aussi une série de notices biographiques qui, même si elles ne constituent pas une histoire de la discipline, permettre d'en découvrir certains de ses aspects.
En anglais : le choix est plus vaste. Walters (2003) offre une bonne présentation de l'histoire de l'ornithologie (voir aussi Stresemann, 1975). Il faut aussi citer une intéressante étude de l'ornithologie comme science (Farber, 1996). Mearns et Mearns (1998) offre un angle très original en analysant le rôle et la place de la collection chez les ornithologues. Il existe aussi plusieurs livres d'étymologie semblable à l'ouvrage de Cabard et Chauvet cités plus haut comme Gruson (1972), Beolens et Watkins (2003), Mearns et Mearns (1988), ces deux derniers ouvrages étant plus historiques que le premier. Enfin, ces livres peuvent être complétés par des ouvrages sur l'histoire de l'ornithologie américaine (Barrow, 1998, Davis et Jackson, 1995, Kastner, 1986, Gibbons et Deborah, 1972).

#### Ouvrages généraux
- (en) Tim R. Birkhead, The Wisdom of Birds : An Illustrated History of Ornithology, New York, Bloomsbury, 2008, x + 433 (ISBN 978-1-59691-541-1 et 1-59691-541-2)
- (fr) Maurice Boubier, L’Évolution de l’ornithologie, Paris, Librairie Félix Alcan, coll. « Nouvelle collection scientifique », 1925, ii + 308
- (en) Bernd Brunner (trad. Jane Billinghurst), Birdmania : A Remarkable Passion for Birds, Vancouver, Berkeley, Greystone Books, 2017, 288 p. (ISBN 978-1-77164-277-4 et 1-77164-277-7).
- (fr) Valérie Chansigaud, L’Histoire de l’ornithologie, Paris, Delachaux et Niestlé, coll. « Les références du naturaliste », 2007, 239 p. (ISBN 978-2-603-01513-1)
- (fr) Valérie Chansigaud, Des Hommes et des Oiseaux : Une histoire de la protection des oiseaux, Paris, Delachaux et Niestlé, 2012, 224 p. (ISBN 978-2-603-01844-6)
- (fr) Valérie Chansigaud, Histoire de l’ornithologie, Paris, Delachaux et Niestlé, 2014, 379 p. (ISBN 978-2-603-02097-5)
- (en) Paul Lawrence Farber, Discovering birds : the emergence of ornithology as a scientific discipline, 1760-1850, Baltimore, Johns Hopkins University Press, coll. « Studies in the history of modern science » (no 12), 1996, 2e éd., 191 p. (ISBN 0-8018-5537-3)
- (en) Barbara Mearns et Richard Mearns, The Bird Collectors, Londres, Academic Press, 1998, 472 p. (ISBN 0-12-487440-1)
- (en) Erwin Stresemann, Ornithology, from Aristotle to the present, Harvard University Press, 1975, 432 p. (ISBN 0-674-64485-9)
- (en) Michael Walters, A Concise History of Ornithology, New Haven, Connecticut, Yale University Press, 2003, 255 p. (ISBN 0-300-09073-0)
- (fr) Henriette Walter et Pierre Avenas, La mystérieuse histoire du nom des oiseaux : du minuscule roitelet à l'albatros géant, Paris, Éditions Robert Laffont, 2007, 375 p. (ISBN 978-2-221-10835-2)

#### Biographies d'ornithologues
- (en) Bo Beolens & Michael Watkins (2003). Whose Bird ? Common Bird Names and the people They Commemorate. Yale University Press (New Haven, Connecticut) : 400 p.
- (en) Bo Beolens, Michael Watkins & Michael Grayson (2014). The Eponym Dictionary of Birds, Bloomsbury Publishing Plc (Londres, New York) : 624 p.  (ISBN 9781472905741)
- (fr) Pierre Cabard & Bernard Chauvet (2003). L’Étymologie des noms d’oiseaux. Belin (Paris), coll. Éveil nature : 590 p.
- (en) Carrol L. Henderson (2007). Oology and Ralph's talking eggs : bird conservation comes out of its shell, University of Texas Press : 200 p.  (ISBN 9780292714519)
- (en) Barbara Mearns & Richard Mearns (1988). Biographies for Birdwatchers: The Lives of Those Commemorated in Western Palearctic Bird Names. Academic Press (Londres) : 490 p.

Présente environ quatre-vingt notices biographiques accompagnées de nombreuses notices biographiques.
- (en) Barbara Mearns et Richard Mearns (1992). Audubon to Xantus. The Lives of Those Commemorated in North American Bird Names, Academic Press (Londres) : xix + 588 p.  (ISBN 0-12-487423-1)

#### Histoires nationales
- (en) Marianne Gosztonyi Ainley (1986). From natural history to avian biology: Canadian ornithology, 1860-1950. Dissertation Abstracts International, 18.
- (en) Mark V. Barrow (1998). A Passion for Birds. American Ornithology after Audubon. Princeton University Press (Princeton, New Jersey) : x + 326 p.
- (en) Peter Bircham (2007). A History of Ornithology. A Survey of British Natural History, Collins (Londres), collection The New Naturalist Library : xii + 482 p.  (ISBN 0-00-719970-8)
- (en) Andrew Clements Cole (2006). The egg dealers of Great Britain : profiles of some catalogue dealers of the 19th and 20th centuries., Peregrine Books (Horsforth, Leeds) : 198 p.  (ISBN 0953654397)
- (en) William E. Jr. Davis & Jerome A. Jackson (1995). Contributions to the history of North American ornithology. Arno (New York), coll. Memoirs of the Nuttall Ornithological Club : vii + 501 p.
- (en) Felton Gibbons & Deborah Strom (1972). Neighboors to the Birds. A History of Birdwatching in America. Norton (New York) : 364 p.
- (en) Edward S. Gruson (1972). Words for Birds. A Lexicon of North American Birds with Biographical Notes. Quadrangle Books (New York) : xiv + 305 p.
- (en) Joseph Kastner (1986). A World of Watchers. An informal history of the american passion for birds. Sierra Club Books (San Francisco) : x + 241 p.
- (en) David Snow (1992). Birds, discovery and conservation : 100 years of the “Bulletin of the British Ornithlogists’ Club”, Helm Information (Mountfield) : ix + 198 p.  (ISBN 1-873403-15-1)
- (en) Keir B. Sterling (1974). Contributions to the history of American ornithology. Arno (New York).

### Herpétologie
- (en) Kraig Adler (dir) (1989). Contributions to the History of Herpetology, Volume 1, Society for the study of amphibians and reptiles, collection Contributions to herpetology, Vol.5 : 202 p.  (ISBN 0-916984-19-2)

Volume commémorant le 1er Congrès mondial d'herpétologie qui a eu lieu à Canterbury (Grande-Bretagne) en 1989.
- (en) Kraig Adler (dir) (2007). Contributions to the History of Herpetology, Volume 2, Society for the study of amphibians and reptiles, collection Contributions to herpetology, Vol.21 : 389 p.  (ISBN 978-0-916984-71-7)

Volume commémorant la rencontre tenue à Saint-Louis (Missouri) en 2007 pour le 50e anniversaire de la Society for the Study of Amphibians and Reptiles qui fut à l'origine fondée en 1958 sous le nom : The Ohio Herpetological Society.
- (en) Kraig Adler (dir) (2012). Contributions to the History of Herpetology, Volume 3, Society for the study of amphibians and reptiles, collection Contributions to herpetology, Vol.29 : 564 p.  (ISBN 978-0-916984-82-3)

Volume commémorant le 7e Congrès mondial d'herpétologie qui a eu lieu à Vancouver (Colombie britannique) en 2012.
- (en) Bo Beolens, Michael Watkins & Michael Grayson (2011). The Eponym Dictionary of Reptiles, Johns Hopkins University Press (Baltimore) : xiii + 312 p.  (ISBN 978-1-4214-0135-5)
- (en) Bo Beolens, Michael Watkins & Michael Grayson (2013). The Eponym Dictionary of Amphibians, Pelagic Publishing (Exeter) : xiii + 244 p.  (ISBN 978-1-907807-41-1)
- (fr) Jean Lescure et Bernard Le Garff (2006). L’Étymologie des noms d’amphibiens et de reptiles, Belin (Paris), collection Éveil nature : 207 p.  (ISBN 2-7011-4142-7)

### Ichtyologie
Il n'existe pas d'ouvrage général sur l'histoire de l'ichtyologie. Il faut noter cependant deux ouvrages en langue anglaise très riches. Le premier est la traduction en anglais d'un texte de Georges Cuvier, le second rassemble des articles sur la constitution des collections ichtyologiques à travers le monde. Une partie importante d'entre eux est consacrée à l'ichtyologie américaine, un seul sur les collections françaises.

#### Ouvrages de base
- (en) Theodore W. Pietsch (1995). Historical portrait of the progress of ichthyology, from its origins to our own time by Georges Cuvier, Johns Hopkins University Press (Baltimore) : xxiv + 366 p.  (ISBN 0-8018-4914-4)
- (en) Theodore W. Pietsch et William D. Anderson (dir.) (1997). Collection building in ichthyology and herpetology, Special publication, number 3, American Society of Ichthyologists and Herpetologists : xiii + 593 p.  (ISBN 0-935868-91-7)
- (fr) Henriette Walter et Pierre Avenas (2011). La fabuleuse histoire du nom des poissons : du tout petit poisson-clown au très grand requin blanc. Éditions Robert Laffont (Paris) : 495 p.  (ISBN 978-2-221-11356-1)

#### Ouvrages spécialisés
- (en) Michael Watkins & Bo Beolens (2015). Sharks : An Eponym Dictionary, Pelagic Publishing Ltd (Exeter) : ix + 278 p.  (ISBN 978-1907807-93-0)

### Entomologie
En français : quelques ouvrages sont disponibles qui permettent de découvrir, plus ou moins complètement cette discipline. Mais ces livres privilégient exclusivement l'entomologie française au détriment d'une vision plus internationale.
En anglais : le choix est immense et abondant. Smith et al. (1973) constitue un ouvrage de référence. Certains livres permettent de découvrir l'organisation de l'entomologie aux États-Unis comme Weber (1930) qui décrit la naissance du département entomologique du ministère américain de l'Agriculture. De nombreuses autobiographies permettent d'en savoir plus sur la vie d'un entomologiste : Usinger (1972). Evans (1985) opte pour une histoire particulière : il traite des principales espèces d'insectes nuisibles aux États-Unis et décrit les étapes de la lutte contre elles.

#### Ouvrages de base
- (fr) Jacques d’Aguilar (2006). Histoire de l’entomologie, Delachaux et Niestlé (Lausanne), collection Les références du naturaliste : 224 p.  (ISBN 2-603-01459-5)
- (en) Edward Oliver Essig (1931). A History of Entomology. Mac Millan (New York) : vii + 1029 p.
- (en) Herbert Osborn (1937). Fragments of entomology history, including some personal recollections of men and events. vii + 394 p.
- (en) Herbert Osborn (1952). A brief history of entomology, including time of Demosthenes and Aristotle to modern times ; with over 500 portraits. Spahr & Glenn (Columbus, Ohio) : 303 p.
- (en) Ray F. Smith, Thomas E. Mittler et Carroll N. Smith (1973). History of Entomology, Annual Reviews Inc. (Palo Alto) : viii + 517 p.  (ISBN 978-0-8243-2101-7)

#### Entomologie française
- (fr) Jean Gouillard (2004). Histoire des entomologistes français, 1750-1950. Édition entièrement revue et augmentée, Boubée (Paris) : 287 p.  (ISBN 2-85004-109-2)
- (fr) Pierre Grison (1992). Chronique historique de la zoologie agricole française, Livre premier. Département de Zoologie de l'INRA (Guyancourt) : 366 p.  (ISBN 2-905851-05-8)
- (fr) Pierre Grison et Alain Fraval (1996). Chronique historique de la zoologie agricole française, Livre second : Stations et Thèmes géographiques. Office pour les insectes et leur environnement (OPIE) / INRA (Guyancourt) : 226 p.
- (fr) Jean Lhoste (1987). Les Entomologistes français. 1750-1950. INRA Éditions : 351 p.
- (fr) Roger Dajoz, Dictionnaire d'entomologie, Lavoisier, 2010, 348 p.

#### Histoire nationale
- (en) Io Chou (1990). A History of Chinese Entomology, Tianze Eldonejo (Xian, Shaanxi, China) : 245 p.  (ISBN 7805590044)
- (en) Emory C. Cushing (1957). History of entomology in World War II. Smithsonian Institution Press (Washington) : vi + 117 p.
- (en) Arnold Mallis (1971). American Entomologists. Rutgers University Press (New Brunswick) : xvii + 549 p.
- (en) Paul W. Riegert (1980). From arsenic to DDT. A history of entomology in western Canada. University Toronto Press (Toronto) : xii + 357 p.

#### Entomologie appliquée
- (en) Howard Ensign Evans (1985). The Pleasures of Entomology. Portraits of Insects and the People Who Study Them. Smithsonian Institution Press (Washington) : 238 p.  (ISBN 0874744210)
- (en) Leland Ossian Howard (1930). A History of Applied Entomology. Smithsonian Parks (USA) : Smithson. Misc. Coll., 84 : viii + 564 p.
- (en) Charles Lester Marlatt (1953). An Entomologist's Quest. The Sorty of the San Jose scale. Compte d’auteur : xi + 338 p.
- (en) William Dwight Pierce (1974). The deadly triangle : a brief history of medical and sanitary entomology. Natural History Museum of Los Angeles County (Los Angeles, Californie) : 138 p.
- (en) Gustavus Adolphus Weber (1930). The Bureau of Entomology: Its History, Activities and Organization. Brookings Institution (USA) : xii + 177 p.

#### Organisations entomologiques
- (en) Sheffield Airey Neave & Francis J. Griffin (1933). The history of the Entomological Society of London, 1833-1933. Royal Entomological Society (Londres) :, xlvi + 244 p.
- (en) Elton J. Hansens & Harry B. Weiss (1954). History of Rutgers Department of Entomology. New Jersey State Department of Agriculture (New Jersey) : s.o.
- (en) Norman D. Riley (1964). The Department of Entomology of the British Museum (natural history) 1904-1964 : a brief historical sketch. British Museum (Natural History) (Londres) : The XIIth International Congress of Entomology : 48 p.
- (en) Audrey E. Smith (1986). A history of the Hope Entomological Collections in the University Museum, Oxford, with lists of archives and collections. Clarendon Press (Oxford) : xiii + 172 p.
- (en) Mark Curtis Wilson (1991). Mission : Entomology. A History of Entomology at Purdue University, 1884-1991. Purdue University Press (West Lafayette) : 241 p.

#### Biographie et autobiographie
- (en) Alfred M. Boyce (1987). Odyssey of an entomologist. Adventures on the Farm, at Sea, and in the University. UC Riverside Foundation (Riverside, Californie) : xvii + 402 p.
- (en) H.J. Carter (1933). Gulliver in the Bush. Wanderings of an australian entomologist. Angus & Robertson Limited (Sydney) : 234 p.
- (en) W. Hugh Curtis (1941). William Curtis, 1746-1799 : fellow of the Linnean Society, botanist and entomologist. Warren (Winchester) : xviii + 142 p.
- (en) Leland Ossian Howard (1933). Fighting the insects. The story of an entomologist. Mac Millan (New York) : xviii + 333 p.
- (en) Hubert W. Simmonds (1964). My weapons had wings. Adventures of a government entomologist. Compte d’auteur : 164 p.
- (en) Robert Leslie Usinger (1972). Autobiography of an Entomologist. The Pacific Coast Entomological Society (San Francisco) : xiii + 330 p.

#### Apiculture
Le volumineux ouvrage d'Eva Crane constitue la référence absolue en matière de l'histoire de l'apiculture, malheureusement il n'existe qu'en anglais.
- (fr) Jean Louveaux (1996). Les abeilles et l’apiculture, 1940-1981 : chronique historique de la zoologie agricole française, INRA Éditions : 95 p.  (ISBN 2-7380-0689-2)
- (en) Eva Crane (1999). The World History of Beekeeping and Honey Hunting, Duckworth (Londres) : xxii + 682 p. .  (ISBN 0-415-92467-7)

### Arachnologie
- (en) Theodore H. Savory (1961). Spiders, Men, and Scorpions. University of London Press Ltd (Londres) : 191 p.

### Carcinologie
- (en) David M. Damkaer (2002). The Copepodologist's Cabinet : A Biographical and Bibliographical History, Volume One : Aristotle to Alexander von Nordmann (330 B.C. to A.D. 1832), American Philosophical Society (Philadelphia, Pensylvania), collection Memoirs of the American Philosophical Society held at Philadelphia for promoting useful knowledge  (ISSN 0065-9738), Vol.240 : xix + 300 p.  (ISBN 0-87169-240-6)

Deux autres volumes étaient annoncés pour couvrir l'âge d'or de la copépodologie dans les années 1890 et l'histoire de l'étude des copépodes jusque vers 1950.

### Malacologie et conchyliologie

#### Ouvrages généraux
L'ouvrage de Stanley Peter Dance (1966, réédité et enrichi en 1986), est probablement l'ouvrage de référence concernant l'histoire de la conchyliologie. On peut regretter l'absence d'un ouvrage de référence plus récent qui traiterait aussi de la malacologie.
- (en) Robert Tucker Abbott (1974). American Malacologists. A National Register of Professional and Amateur Malacologists and Private Shell Collectors and Biographies of Early American Mollusk Workers Born Between 1618 and 1900, American Malacologists (Falls Church, Virginie) : iv + 494 p.  (ISBN 0-913792-02-0)

Ensemble de courtes notices biographiques sur des malacologistes américains.
- (fr) Jean Brisou (1985). Les Coquillages dans l'histoire des hommes, Ouest France, collection Université : 140 p.  (ISBN 2-85882-563-7)

L'ouvrage aborde plusieurs thèmes : la place des coquillages de l'histoire des êtres humains (17-45), les principaux coquillages (46-64), la physiologie des coquillages et l'élevage (65-84), les maladies transmisses par les coquillages (85-102), l'économie de la production actuelle des coquilles (103-114), les coquillages dans l'alimentation (115-135).
- (fr) James Anthony Cox (1979). Les Coquillages dans la nature et dans l’art, Larousse (Paris) : 251 p.  (ISBN 2-03-517101-6)
- (en) Stanley Peter Dance (1966). Shell collecting. An illustrated history. Faber (Londres) : 344 p.
- (en)    Stanley Peter Dance (1986). A history of shell collecting. Brill (Leiden) : xv + 265 p.  (ISBN 90-04-08063-5)
- (fr) Lois Sherr Dubin (1995). Le livre des perles. Parures, bijoux et ornements du monde, du néolithique à nos jours, La Martinière (Paris) : 364 p.  (ISBN 2-73-242201-0)
- (fr) Patrick Mauriès (1994). Coquillages et Rocailles. Conchyliomanie, Thames & Hudson (Paris) : 112 p.  (ISBN 2-87811-079-X)
- (fr) Yvette Taborin (1993). La parure en coquillage au paléolithique, CNRS Éditions : 538 p.  (ISBN 2-271-05071-5)

#### Ouvrages comportant une partie historique
- (fr) Georges Chauvin (1991). Les Coquillages, Éditions Jean-Paul Gisserot (Paris) : 64 p.  (ISBN 2-87747-049-0)
- (fr) Leonard Hill (1997). Coquillages. Trésors des mers, Könemann (Cologne, Allemagne) : 304 p.  (ISBN 3-89508-572-3)

### Autres groupes zoologiques
- (en) Mary P. Winsor (1976). Starfish, Jellyfish, and the order of life. Issues in nineteenth-century science. Yale University Press (New Haven, Connecticut) : x + 228 p.

## Disciplines connexes

### Écologie
- (fr) Pascal Acot (1988). Histoire de l'écologie, Presses universitaires de France (Paris) : 285 p.  (ISBN 2-13-041414-1)
- (fr) Pascal Acot (1994). Histoire de l’écologie, Presses universitaires de France (Paris), coll. « Que sais-je ? », no 2870 : 127 p.  (ISBN 2-13-046260-X)
- (en) Eugene Cittadino (1990). Nature as the Laboratory. Darwinian Plant Ecology in the German Empire, 1880-1900, Cambridge University Press (Cambridge) : 211 p.  (ISBN 0521524865)
- (fr) Jean-Paul Deléage (1991). Histoire de l'écologie : Une science de l'homme et de la nature, La Découverte (Paris) : 330 p.  (ISBN 2-7071-2067-7) ; réédité sous le titre Une histoire de l’écologie, Seuil (Paris), collection Point Science : 330 p.  (ISBN 2020193442)
- (fr) Jean-Marc Drouin (1991). Réinventer la nature : L’Écologie et son histoire, Desclée de Brouwer (Paris), collection Eclats : 207 p.  (ISBN 2-220-03208-6) ; réédité sous le titre L’Écologie et son histoire : Réinventer la nature, 272, Flammarion (Paris), collection Champs : 218 p.  (ISBN 2-08-081272-6)
- (en) Frank N. Egerton (2012). Roots of Ecology : Antiquity to Haeckel, University of California Press (Berkeley) : xiv + 273 p.  (ISBN 978-0-520-27174-6)
- (fr) Patrick Matagne (2002). Comprendre l'écologie et son histoire, Delachaux et Niestlé (Lausanne), collection La Bibliothèque du naturaliste : 208 p.  (ISBN 2603012681)
- (fr) Donald Worster (1998). Les Pionniers de l’Écologie. Une histoire des idées écologiques, Sang de la Terre (Paris), collection La pensée écologique : 412 p.  (ISBN 2-86985-098-0)
- (fr) Roger Dajoz, Précis d'écologie, Dunod, Paris, 615 pages (2000)

### Parasitologie
- (en) William D. Foster (1965). A History of Parasitology, E. &. S. Livingstone (Édimbourg et Londres) : 201 p.  (ISBN 0443001855)
- (en) [PDF] David Ian Grove (2000). A History of human helminthology, Red-e2.com (Adélaïde, Australie) : 815 p.  (ISBN 1-876809-08-6)
- (fr + en) Ian Humphery-Smith (dir.) (1993). Sept siècles de parasitologie en France, The french school of parasitology, Société Française de Parasitologie (Paris) : 212 p.

### Physiologie
- (fr) Rémi Cadet (2008). L'invention de la physiologie : 100 expériences historiques, Belin, Pour la Science (Paris) : 239 p.  (ISBN 978-2-7011-4550-1)
- (en) Karl Eduard Rothschuh (1973). History of physiology, trad. de l'allemand par Guenter B. Risse. Robert E. Krieger Publishing Company (Huntington, New York) : 379 p.  (ISBN 0-88275-069-0)

### Biologie marine

#### Ouvrages généraux
- (en) Natascha Adamowsky (2015). The Mysterious Science of the Sea, 1775-1943, Pickering & Chatto Publishers (London), collection History and Philosophy of Technoscience, No.8 : ix + 246 p.  (ISBN 978-1-84893-532-7)
- (fr) Christian Carpine (2002). La Pratique de l’océanographie au temps du Prince Albert Ier, Institut Océanographique (Paris) : 331 p.  (ISBN 2-7260-0225-0)
- (en) Barbara Charton (2003). A to Z of Marine Scientists : Notable scientists, Infobase Publishing (New York), collection Facts on File science library : x + 230 p.  (ISBN 0-8160-4767-7)

Ouvrage présentant environ 150 notices biographiques.
- (en) Margaret B. Deacon (1997). Scientists and the Sea 1650-1900 : A Study of Marine Science [2e édition], Ashgate Publishing, Limited (Hampshire) : 512 p.  (ISBN 0122078500)
- (fr) Michel Glémarech (2007). Qu’est-ce que la biologie marine ? De la biologie marine à l’océanographie biologique, Vuibert (Paris) et ADAPT (Paris), collection Inflexions : 187 p.  (ISBN 978-2-7117-7195-0)

Ouvrage de référence, ce livre traite principalement de l'histoire de la biologie marine animale.
- (en) Eric L. Mills (1989). Biological Oceanography : An Early History, 1760-1960, Cornell University Press (Ithaca) : xvii + 378 p.  (ISBN 0-8014-2340-6)
- (en) Helen M. Rozwadowski (2002). The Sea Knows No Boundaries : A Century of Marine Science Under ICES. The International Council of Exploration of the Sea (Copenhagen) / University of Washington Press (Seattle) : ix + 410 p.  (ISBN 0-295-98259-4)
- (fr) Patrick Scaps (2005), Histoire de la biologie marine, Ellipses Édition Marketing S.A. : 112 p.  (ISBN 2-7298-2691-2).

Courte introduction à l'histoire de la biologie marine.
- (fr) Jean-René Vanney (1993). Le mystère des abysses. Histoires et découvertes des profondeurs océaniques, Fayard (Paris), collection Le temps des sciences : 522 p.  (ISBN 2-213-03065-0)

#### Congrès internationaux sur l'histoire de l'océanographie
Par ordre chronologique.
- (en) [Collectif] (1972). Proceedings of the second international congress on the history of oceanography, 2 : Challenger expedition centenary, Edinburgh, Sept. 12 to 20, 1972, Proceedings of the Royal Society of Edinburgh, 72 et 73 : viii + 435 p.
- (en) Mary Sears et Daniel Merrinam (1980). Oceanography: the Past: Proceedings of the Third International Congress on the History of Oceanography(Held September 22-26, 1980 at the Woods Hole Oceanograhic Institute)., Springer Verlag (New York) : 812 p.  (ISBN 0387904972)
- (en) B. Watermann (1989). Exposition on historical aspects of marine research in Germany : 4th International Congress on the History of Oceanography, Hamburg 23. to 29. 9. 1987, Deutsches Hydrographisches Institut (Hambourg) : 130 p.
- (en) Walter Lenz et Margaret B. Deacon (1990). Ocean sciences : their history and relation to man : proceedings of the 4th International Congress on the History of Oceanography, Hamburg, 23.-29. 9, 1987, Deutsches Hydrographisches Institut (Hambourg) : xv + 603 p.
- (en) Keith R. Benson et Philip F. Rehbock (2002). Oceanographic History: the Pacific and Beyond (Proceedings of the 5th International Congress on the History), Washington University Press (Washington) : 568 p.  (ISBN 029598239X)

### Éthologie
- (en) Richard Wellington Burkhardt, Jr. (2005). Patterns of Behavior: Konrad Lorenz, Niko Tinbergen, and the Founding of Ethology, University of Chicago Press (Chicago) : xii + 636 p.  (ISBN 0-226-08090-0)
- (en) Robert Aubrey Hinde (1982). Ethology. Its nature and relations with other sciences, 237, Fontana Press (Londres), collection Fontana Masterguides : 320 p.  (ISBN 0-00-636237-0)
- (fr) Jean-Luc Renck et Véronique Servais (2002). L'Éthologie : Histoire naturelle du comportement, Éditions du Seuil (Paris), collection Points Sciences : 340 p.  (ISBN 2-02-039277-1)
- (en) William Homan Thorpe (1979). The Origins and Rise of Ethology, Praeger (New York) : ix + 174 p.  (ISBN 0435624415)

### Théories de l'évolution et paléontologie

#### Ouvrages généraux
- (fr) Gabriel Gohau (2003). Naissance de la géologie historique. La terre, des “théories” à l’histoire, Vuibert (Paris) et ADAPT (Paris), collection Inflexions : 124 p.  (ISBN 2-7117-5354-9)
- (fr) Steve Parker (dir.) et Alice Roberts (préf.) (2018). Évolution : La Grande Histoire du vivant, trad. de l'anglais par Denis Richard. Delachaux et Niestlé (Paris) : 576 p.  (ISBN 978-2-603-02546-8) ; édition originale en anglais (2015). Evolution : The Whole Story, Quintessence Editions Ltd., Thames & Hudson (Londres) : 576 p.  (ISBN 978-0500291733)

#### Théories de l'évolution
- (en) J. David Archibald (2014). Aristotle's Ladder, Darwin's Tree : The Evolution of Visual Metaphors for Biological Order, Columbia University Press (New York) : xiii + 242 p.  (ISBN 978-0-231-16412-2)
- (fr) Marcel Blanc (1990). Les Héritiers de Darwin. L’évolution en mutation, Seuil (Paris), collection Science ouverte : 270 p.  (ISBN 2-02-012510-2)
- (fr) Denis Buican (1984). Histoire de la génétique et de l'évolutionnisme en France, Presses universitaires de France (Paris), collection Histoires : 422 p.  (ISBN 2-13-038277-0)
- (fr) Denis Buican (2012). Darwin et l'épopée de l'évolutionnisme, Perrin (Paris), collection Synthèses historiques : 374 p.  (ISBN 978-2-262-03480-1)
- (en) Joe Cain et Michael Ruse (dir.) (2009). Descended from Darwin : Insights into the History of Evolutionary Studies, 1900–1970, American Philosophical Society, Philadelphia, Pensylvania, Transactions of the American Philosophical Society  (ISSN 0065-9746), Vol.99, No.1 : xxvi + 360 p.  (ISBN 978-1-60618-991-7)

Ouvrage constitué des comptes-rendus de la conférence tenue les 22-23 octobre 2004 à Philadelphie en l'honneur de Frederick H. Burkhardt.
- (fr) Patrick Dorléans (2003). Il était une fois l'Évolution, Ellipses édition marketing S.A. (Paris), collection L’esprit des sciences, n°20 : 128 p.  (ISBN 2-7298-1326-8)
- (fr) Cédric Grimoult (2000). Histoire de l'évolutionnisme contemporain en France, 1945-1995, Librairie Droz (Genève), collection Travaux de sciences sociales  (ISSN 1424-6201), no 186 : 616 p.  (ISBN 2-600-00406-8)
- (fr) Cédric Grimoult (2001). L'Évolution biologique en France : une révolution scientifique, politique et culturelle, Librairie Droz (Genève), collection Travaux de sciences sociales  (ISSN 1424-6201), no 193 : 298 p.  (ISBN 2-600-00608-7)
- (fr) Goulven Laurent (2001). La Naissance du transformisme. Lamarck entre Linné et Darwin, Vuibert (Paris) et ADAPT (Paris) : 151 p.  (ISBN 2-7117-5348-4)
- (fr) Hervé Le Guyader (2012). Penser l'évolution, Imprimerie Nationale Éditions (Paris), collection Fondamentales : 542 p.  (ISBN 978-2-330-01195-6)
- (fr) Laurent Loison (2010). Qu'est-ce que le néo-lamarckisme ? : Les biologistes français et la question de l'évolution des espèces, Vuibert (Paris) : vi + 248 p.  (ISBN 978-2-311-00230-0)
- (fr) Ernst Mayr (1993). Darwin et la pensée moderne de l’évolution, Éditions Odile Jacob (Paris) : 248 p.  (ISBN 2-7381-0202-6)
- (en) Theodor W. Pietsch (2012). Trees of Life : A visual History of Evolution, The Johns Hopkins University Press (Baltimore) : xi + 358 p.  (ISBN 978-1-4214-0479-0)
- (en) Jan Sapp (1994). Evolution by association : A history of symbiosis, Oxford University Press (Oxford, New York) : xvii + 255 p.  (ISBN 0-19-508820-4)
- (en) Jan Sapp (2009). The New Foundations of Evolution : On the Tree of Life, Oxford University Press (Oxford, New York) : xvi + 425 p.  (ISBN 978-0-19-538850-3)
- (fr) Patrick Tort (1997). Darwin et le darwinisme, PUF (Paris), collection Quadrige  (ISSN 0291-0489), no 239 : 128 p.  (ISBN 2-13-048448-4)

#### Paléontologie et fossiles
- (fr) Claude Babin et Mireille Gayet (2009). Histoire pittoresque de la paléontologie, Ellipses (Paris) : 439 p.  (ISBN 978-2-7298-5181-1)
- (fr) Réjane Bernier (1991). Aux sources de la biologie. IV. L’interprétation des fossiles. L’évolution, Éditions Orbis Publishing (Québec) et Masson (Paris) : 290 p.  (ISBN 2-9800545-4-2)
- (fr) Éric Buffetaut (1998). Histoire de la paléontologie, Presses universitaires de France (Paris), coll. « Que sais-je ? », no 2190 : 127 p.  (ISBN 2-13-048557-X)
- (en) Jane P. Davidson (2008). A History of Paleontology Illustration, Indiana University Press (Bloomington), collection Life of the past : xvi + 217 p.  (ISBN 0-253-35175-8)
- (fr) Mireille Gayet et Claude Babin (2007). Des paléontologues de A à Z, Ellipses Édition Marketing S.A. (Paris) : 455 p.  (ISBN 978-2-7298-3375-6)

Ouvrage répertoriant les notices biographiques de 670 paléontologues.
- (fr) Cédric Grimoult (2000). Le Développement de la paléontologie contemporaine, Librairie Droz (Genève), collection Travaux de sciences sociales  (ISSN 1424-6201), no 190 : 237 p.  (ISBN 2-600-00459-9)
- (fr) Goulven Laurent (1998). Paléontologie et évolution en France, 1800-1860. Histoire des idées de Cuvier-Lamarck à Darwin, Éditions du Comité des Travaux historiques et scientifiques (Paris) : 533 p.  (ISBN 2735501264)
- (en) Martin J. S. Rudwick (1972). The Meaning of Fossils : Episodes in the History of Palaeontology, Macdonald and Co. (London) et American Elsevier (New York) : ix + 288 p.  (ISBN 0-444-19576-9)

## Institutions et outils scientifiques

### Muséums
Ici ne sont cités que les ouvrages généraux sur les muséums. Les monographies sont citées dans les articles respectifs.
- (en) Stephen T. Asma (2001). Stuffed animals and pickled heads. The culture and evolution of natural history museums, Oxford University Press : xv + 302 p.  (ISBN 0195130502)
- (en) Peter Davis (1996). Museums and the natural environment : The role of natural history museums in biological conservation, Leicester University Press : xvii + 286 p.  (ISBN 071851548X)
- (en) Paula Findlen (1994). Possessing Nature : Museums, Collecting, and Scientific Culture in Early Modern Italy, University of California Press (Berkeley) : xvi + 449 p.  (ISBN 0520205081)
- (en) Lance Grande (2017). Curators : Behind the Scenes of Natural History Museums, The University of Chicago Press (Chicago) : xvi + 412 p.  (ISBN 978-0-226-19275-8)
- (en) Alan E. Leviton & Michele L. Aldrich (dir.) (2004). Museums and Other Institutions of Natural History : Past, Present, and Future. Proceedings of the California Academy of Sciences, Vol.55, Supplement I, No.1, California Academy of Sciences (San Francisco) : viii + 329 p.  (ISBN 0-940228-60-2)

Ouvrage constitué des comptes-rendus du symposium tenu à l'occasion du 150e anniversaire de l'Académie des Sciences de Californie les 16-17 juin 2003 sur le campus de l'Université d'État de San Francisco.
- (en) Susan Ann Prince (2003). Stuffing Birds, Pressing Plants, Shaping Knowledge. Natural History in North America, 1730-1860, American Philosophical Society (Philadelphie) : xvi + 113 p.  (ISBN 0-87169-934-6)

Ouvrage constitué du catalogue de l'exposition ouverte de juin 2003 à décembre 2004 dans le Philosophical Hall de l'APS.
- (en) Susan Ann Prince (dir.) (2013). Of Elephants & Roses : French Natural History, 1790-1830, American Philosophical Society, Philadelphia, Pensylvania, Memoirs of the American Philosophical Society held at Philadelphia for promoting useful knowledge  (ISSN 0065-9738), Vol.267 : xxvi + 268 p.  (ISBN 978-0-87169-267-2)

Ouvrage constitué des comptes-rendus du symposium “Of Pictures & Specimens : Natural History in Post-Revolutionary and Restoration France” tenu du 1er au 3 décembre 2011 au siège de l'APS, associé au catalogue de l'exposition “Of Elephants & Roses : French Natural History, 1790-1830” ouverte du 25 mars au 31 décembre 2011 au Muséum de l'APS à Philadelphie.
- (en) Karen A. Rader & Victoria E.M. Cain (2014). Life on Display : Revolutionizing U.S. Museums of Science and Natural History in the Twentieth Century, The University of Chicago Press (Chicago) : xiv + 467 p.  (ISBN 978-0-226-07966-0)

### Jardins botaniques
- (fr) Yves-Marie Allain et Janine Christiany (2006). L'Art des jardins en Europe : De l'évolution des idées et des savoir-faire. Citadelles & Mazenod (Paris), collection L'Art et les grandes civilisations  (ISSN 0066-7951), Volume 35 : 631 p.  (ISBN 2-85088-087-6)
- (fr) Yves-Marie Allain (2012). Une histoire des jardins botaniques : Entre science et art paysager. Éditions Quæ (Versailles) : 109 p.  (ISBN 978-2-7592-1864-6)
- (en) David Bramwell, O. Hamann, V. Heywood & H. Synge (dir.) (1987). Botanic Gardens and the World Conservation Strategy. Academic Press (London) : xxxix + 367 p.  (ISBN 0-12-125462-3)

Compilation des actes de la Conférence internationale qui s'est tenue les 26-30 novembre 1985, à Las Palmas de Gran Canaria, sous l'égide de l'UICN.
- (en) Lucile H. Brockway (1979). Science and Colonial Expansion : The Role of the British Botanic Gardens. Academic Press (New York, London) : xiv + 215 p.  (ISBN 0-12-134150-X)
- (fr) Penelope Hobhouse (1994). L'Histoire des plantes et des jardins. Bordas (Paris) : 336 p.  (ISBN 2-04-027010-8) ; édition originale en anglais (1992). Plants in Garden History. Pavilion Books Limited (London) : 336 p.  (ISBN 1-85145-545-0)
- (en) Edward Hyams & William MacQuitty (1969). Great Botanical Gardens of the World. Nelson (London) : 288 p.  (ISBN 0-906223-73-3)
- (fr) Ehrenfried Kluckert (2005). Parcs et jardins en Europe : De l'Antiquité à nos jours. Könemann (Cologne) : 496 p.  (ISBN 3-8331-1369-3)
- (fr) Arthur Mangin (1887). Histoire des jardins anciens et modernes. Alfred Mame et fils (Tours) : 384 p.
- (en) Donald P. McCracken (1997). Gardens of Empire : Botanical Institutions of the Victorian British Empire. Leicester University Press (London) : x + 242 p.  (ISBN 0-7185-0109-8)
- (en) Nadine Käthe Monem (dir.) (2007). Botanic Gardens : A Living History. Black Dog (London) : 295 p.  (ISBN 978-1-904772-72-9)
- (fr) Monique Mosser et Georges Teyssot (1991). Histoire des jardins de la Renaissance à nos jours. Flammarion (Paris) : 542 p.  (ISBN 2-08-010925-1)
- (en) Sara Oldfield (2007). Great botanic gardens of the world. New Holland (London) : 160 p.  (ISBN 978-1-84537-593-5)
- (en) Sara Oldfield (2010). Botanic Gardens : Modern-Day Arks. MIT Press (Cambridge) : 240 p.  (ISBN 978-0-262-01516-5)
- (fr) Jean-Paul Pigeat (2003). Les plus beaux jardins du monde : Deux mille ans de créations. Flammarion (Paris) : 223 p.  (ISBN 2-08-011191-4)
- (en) John Prest (1981). The Garden of Eden : The Botanic Garden and the Re-Creation of Paradise. Yale University Press (New Haven, Connecticut) : 121 p.  (ISBN 0-300-02726-5)
- (fr) Philippe Prévôt (2016). Histoire des jardins, Les éditions Eugen Ulmer (Paris) : 319 p.  (ISBN 978-2-84138-823-3)
- (fr) Michel Racine (dir.) (2001-2002). Créateurs de jardins et de paysages en France de la Renaissance au XXIe siècle (en 2 volumes), Actes Sud (Arles) / École nationale supérieure du paysage.
  - Tome I : De la Renaissance au début du XIXe siècle, 2001, xxxv + 288 p.  (ISBN 2-7427-3280-2)
  - Tome II : Du XIXe siècle au XXIe siècle, 2002, xxiv + 419 p.  (ISBN 2-7427-3721-9)
- (en) Mary Soderstrom (2001). Recreating Eden : A Natural History of Botanical Gardens. Véhicule Press (Montréal) : 239 p. + 16 pl.  (ISBN 155065151X)
- (fr) Christopher Thacker (1981). Histoire des jardins, Éditions Denoël (Paris) : 288 p.  (ISBN 2207227030) ; édition originale en anglais (1979). The History of Gardens. University of California Press (Berkeley) : 288 p.  (ISBN 0-520-03736-7)
- (fr) Jean Vassort (2017). L'Art des Jardins de France : De la quête médiévale du paradis aux réalisations contemporaines des paysagistes, Éditions Ouest-France (Rennes) : 234 p.  (ISBN 978-2-7373-7623-8)

### Jardins zoologiques
- (fr) Éric Baratay et Élisabeth Hardouin-Fugier (1998). Zoos : histoire des jardins zoologiques en Occident, xvie-xxe siècle, La Découverte (Paris), collection Textes à l’appui, écologie et société : 295 p.  (ISBN 2-7071-2895-3)
- (en) Catharine E. Bell (dir.) (2001). Encyclopedia of the World's Zoos, 3 volumes, Fitzroy Dearborn (Chicago) : xxix + 1577 p.  (ISBN 1-57958-174-9)
  - Volume 1 : A-F ; xxix + p. 1-494.
  - Volume 2 : G-P ; xi + p. 495-1034.
  - Volume 3 : R-Z ; xi + p. 1035-1577.
- (en) Wilfrid Blunt (1976). The ark in the park : The Zoo in the 19th century, Hamilton, Tryon Gallery (Londres) : 256 p.  (ISBN 0241893313)
- (fr) Paul Boulineau (1934). Les Jardins animés : Étude technique et documentaire des Parcs Zoologiques, Edmond Desvilles (Limoges) : 555 p.
- (en) Vicki Croke (1997). The Modern Ark. The Story of Zoos : Past, Present and Future, Simon & Schuster (USA) : 272 p.  (ISBN 068419712X)
- (fr) James Fisher (1966). Le Zoo : Son histoire, son univers. Éditions RST (Paris) : 253 p. ; édition originale en anglais (1966). Zoos of the World : The Story of Animals in Captivity. Aldus Book (London) : 237 p.
- (en) Caroline Grigson (2016). Menagerie : The History of Exotic Animals in England 1100-1837, Oxford University Press (Oxford) : xvi + 349 p., 8 pl.  (ISBN 978-0-19-871470-5)
- (en) Elizabeth Hanson (2002). Animal Attractions : Nature on Display in American Zoos. Princeton University Press (Princeton) : 256 p.  (ISBN 0-691-05992-6)
- (en) Robert J. Hoage et William A. Deiss (1996). New World, New Animals : From Menagerie to Zoological Park in the Nineteenth Century. Johns Hopkins University Press (Baltimore) : 224 p.  (ISBN 0801851106)
- (en) Vernon Kisling (dir.) (2000). Zoo and aquarium history : Ancient animal collections to zoological gardens. CRC Press (USA) : 415 p.  (ISBN 084932100X)
- (fr) Maryvonne Leclerc-Cassan, Dominique Pinon et Isabelle Warmoes (2014). Le Parc zoologique de Paris : Des origines à la rénovation. Muséum national d'histoire naturelle / Somogy éditions d'Art (Paris) : 295 p.  (ISBN 978-2-85653-748-0 et 978-2-7572-0655-3)
- (fr) Gustave Loisel (1912). Histoire des Ménageries de l'Antiquité à nos jours (en 3 volumes). Octave Doin et fils & Henri Laurens (Paris).
  - Tome I : Antiquité - Moyen Âge - Renaissance ; 319 p., 16 pl.
  - Tome II : Temps modernes (XVIIe et XVIIIe siècles) ; 392 p., 22 pl.
  - Tome III : Époque contemporaine (XIXe et XXe siècles) ; 563 p., 22 pl.
- (en) Bob Mullan et Garry Marvin (1987). Zoo culture : A Book about Watching Man Watching Animals, Weidenfeld & Nicolson : xix + 171 p.  (ISBN 0297792229)
- (en) James B. Murphy (2007). Herpetological History of the Zoo and Aquarium World, Krieger Publishing Company (Malabar, Florida) : xvi + 327 p.  (ISBN 1-57524-285-0)
- (en) Nigel Rothfels (2002). Savages and Beasts : The Birth of the Modern Zoo. Johns Hopkins University Press (Baltimore) : 268 p.  (ISBN 0801869102)
- (en) Christen M. Wemmer (dir.) (1995). The Ark Evolving : Zoos and Aquariums in Transition. Smithsonian Institution Conservation and Research Center (Front Royal, Virginia) : 288 p.  (ISBN 0963840827)

### Aquariums et stations de recherche
- (en) Bernd Brunner (2005). The Ocean at Home : An Illustrated History of the Aquarium, trad. de l'allemand par Ashley Marc Slapp. Princeton Architectural Press (New York) : 143 p.  (ISBN 1-56898-502-9)
- (en) Charles Atwood Kofoid (1910). The biological stations of Europe, Bulletin of the United States Bureau of Education, No.4(440), Government Printing Office (Washington) : 360 p.
- (en) Leighton R. Taylor (1993). Aquariums : Windows to Nature, Prentice Hall General Reference (New York) : xxii + 168 p.  (ISBN 0671850199)

### Réserves et parcs naturels
- (en) Bernhard Gissibl, Sabine Höhler et Patrick Kupper (dir.) (2012). Civilizing Nature : National Parks in Global Historical Perspective, Berghahn Books (New York, Oxford), collection The Environment in History: International Perspectives, Volume 1 : viii + 294 p.  (ISBN 978-0-85745-525-3)
- (fr) Raphaël Larrère, Bernadette Lizet et Martine Berlan-Darqué (dir.) (2009). Histoire des parcs nationaux : Comment prendre soin de la nature ?, Éditions Quæ (Versailles) et MNHN (Paris) : 236 p.  (ISBN 978-2-7592-0181-5 et 978-2-85653-629-2)
- (en) John C. Miles (1995). Guardians of the Parks : A History of the National Parks and Conservation Association, Taylor & Francis en coopération avec National Parks and Conservation Association (Washington, D.C.) : xviii + 363 p.  (ISBN 1-56032-446-5)
- (en) Richard West Sellars (1997). Preserving Nature in the National Parks : A History, Yale University Press (New Haven, London) : xvi + 380 p.  (ISBN 0-300-06931-6) ; édition (2009) avec une nouvelle préface et un épilogue : xviii + 404 p. + 16 p. de pl.  (ISBN 978-0-300-15414-6)

### Édition et illustration naturalistes

#### Ouvrages généraux
- (en) Ann Shelby Blum (1993). Picturing nature : American 19th-century zoological illustration, Princeton University Press (Princeton, New Jersey) : xxxiv + 403 p.  (ISBN 0691085781)
- (en) Handasyde Buchanan (1979). Nature into art : a treasury of great natural history books, Maiflower books (New York) : 220 p.  (ISBN 083176337X)
- (fr) Valérie Chansigaud (2009). Histoire de l'illustration naturaliste : Des gravures de la Renaissance aux films d'aujourd'hui. Delachaux et Niestlé (Paris), coll. Les références du naturaliste : 240 p.  (ISBN 978-2-603-01600-8)
- (en) S. Peter Dance (1990). The art of natural history. Arch Cape Press (New York) : 224 p.
- (en) Brian John Ford (1993). Images of science : a history of scientific illustration. Oxford University Press : viii + 208 p.
- (en) David M. Knight (1989). Natural science books in English. 1600-1900, Portman Books (Londres) : x + 262 p.  (ISBN 071340728X)

#### Édition et illustration botanique
- (en) Wilfrid Blunt & William Thomas Stearn (1994). The Art of Botanical Illustration [édition de 1950]. Dover (New York) : 368 p.
- (fr) Anne-Marie Bogaert-Damin & Jacques A. Piron (1984). Livres de fleurs du XVIe – XXe siècle : dans les collections de la Bibliothèque universitaire Moretus Plantin. Presses Universitaires de Namur (Namur): 147 p.
- (fr) Anne-Marie Bogaert-Damin et Jacques A. Piron (1992). Livres de fruits du XVIe – XXe siècle : dans les collections de la Bibliothèque universitaire Moretus Plantin, Presses Universitaires de Namur (Namur), collection Publication de la bibliothèque universitaire Moretus Plantin (Namur) : 265 p.  (ISBN 2-87235-013-6)
- (fr) Anne-Marie Bogaert-Damin & Jacques A. Piron (1996). Images de jardins du XVIe – XXe siècle : dans les collections de la Bibliothèque universitaire Moretus Plantin. Presses Universitaires de Namur (Namur) et Publication de la bibliothèque universitaire Moretus Plantin (Namur) 7 : 308 p.
- (fr) Anne-Marie Bogaert-Damin (2007). Voyage au cœur des fleurs. Modèles botaniques et flores d’Europe au XIXe siècle, Presses Universitaires de Namur (Namur) : 239 p.  (ISBN 978-2-87037-565-5)
- (en) Gavin Douglas Ruthven Bridson, Donald E. Wendel et James J. White (1986). Printmaking in the service of botany. 21 April to 31 July 1986. Catalogue of an Exhibition, Hunt Institute for Botanical Documentation. Carnegie-Mellon University (Pittsburgh) : s.n.  (ISBN 0-913196-49-5)
- (fr) H. Walter Lack (2001). Un Jardin d'Eden. Chefs-d’œuvre de l’illustration botanique. Taschen (Cologne) : 576 p.
- (en) Kärin Nickelsen (2006). Draughtsmen, Botanists and Nature : The Construction of Eighteenth-Century Botanical Illustrations, Springer (Dordrecht), collection Archimedes : ix + 295 p.  (ISBN 1-402-04819-X)
- (fr) Aline Raynal-Roques et Jean-Claude Jolinon (1998). Les peintres de fleurs. Les vélins du Muséum, Muséum national d'histoire naturelle à Paris et Bibliothèque de l'image : 131 p.  (ISBN 2-909808-36-X)
- (en) Gill Saunders (1995). Picturing plants : an analytical history of botanical illustration, Victoria & Albert Museum (Londres) : 152 p.  (ISBN 0520203062)
- (en) Shirley Sherwood (2005). A new flowering : 1000 years of botanical art, The Ashmolean (Oxford) : 200 p.  (ISBN 1-85444-206-6)
- (fr) Jean-Louis De Sloover & Anne-Marie Bogaert-Damin (1999). Les Muscinées du XVIe – XXe siècle dans les collections de la Bibliothèque universitaire Moretus Plantin. Presses Universitaires de Namur (Namur) et Publication de la bibliothèque universitaire Moretus Plantin (Namur), 8 : 257 p.  (ISBN 2-87037-270-1)
- (fr) William Wheeler (1999). L'Illustration botanique. Les Éditions du Carrousel (Paris) : 175 p.

#### Illustrations zoologiques
- (fr) Éric Baratay (2007). Les Planches du Dictionnaire universel d’histoire naturelle de Charles d’Orbigny. Portraits d’animaux, Fage éditions (Lyon) : 335 p.  (ISBN 978-2-84975-070-4)
- (en) David M. Knight (1977). Zoological illustration : an essay towards a history of printed zoological pictures, Dawson (Folkstone, Kent) et Archon books : xii + 204 p.  (ISBN 0208017208)
- (en) Edward Lucie-Smith (1998). Zoo : animals in art, Watson-Guptill Publications (New York) : 400 p.  (ISBN 0823059812)
- (fr) Laurent Pinon (1995). Livres de zoologie de la Renaissance : une anthologie, 1450-1700, Klincksieck, collection Corpus iconographique de l’histoire du livre : 152 p.  (ISBN 2-252-03041-0)
- (fr) Charlotte Sleigh (2017). Zoo de papier : 500 ans d'art naturaliste. Citadelles & Mazenod (Paris) : 256 p.  (ISBN 978-2850887260) ; édition originale en anglais (2016). The Paper Zoo : 500 Years of Animals in Art. The British Library (London) : 256 p.  (ISBN 978-0-7123-5743-2)

##### Édition et illustration entomologiques
- (fr) Jacques d'Aguilar (1996). Les illustrations entomologiques. INRA (Paris) : 156 p.  (ISBN 2-7380-0668-X)

##### Édition et illustration ornithologiques
- (en) Jean Anker (1938). Bird Books and Bird Art. An Outline of the Literary History and Iconography of Descriptive Ornithology. Levin & Munksgaard (Copenhague).
- (fr) Jonathan Elphick (2004). Les Oiseaux. Mengès (Paris) : 336 p.  (ISBN 2856204422)
- (en) Peter Tate (1986). Birds, men and books : a literary history of ornithology. Sotheran Ltd (Londres) : 193 p.

## Petite histoire

### Ouvrages généraux
- (fr) Hervé Le Guyader (texte) et Julien Norwood (illustrations) (2018). L'Aventure de la biodiversité : D'Ulysse à Darwin, 3000 ans d'expéditions naturalistes. Belin éditeur (Paris) : 269 p.  (ISBN 978-2-7011-8313-8)
- (fr) Paul Sébillot (1906). Le folk-lore de France : Tome III. La faune et la flore. Librairie orientale et américaine E. Guilmoto (Paris) : 541 p. (texte disponible sur le site de la bibliothèque numérique gallica).

### Petite histoire des animaux
- (fr) Eric Chaline (2013). 50 Animaux qui ont changé le cours de l'Histoire, trad. de l'anglais par Marie-Noëlle Antolin. Le Courrier du Livre (Paris) : 224 p.  (ISBN 978-2-7029-1022-1) ; édition originale en anglais (2011). Fifty Animals that Changed the Course of History, Quid Publishing (Hove, UK) : 224 p. ; édition (2018) sous un autre titre. Ces Animaux qui ont bouleversé l'Histoire de l'Humanité, Artémis éditions (Chamalières) : 224 p.  (ISBN 978-2-8160-1380-1)
- (fr) Stanley Peter Dance (1978). Faux animaux. Escroqueries et mystifications, Pierre Horay (Paris) : 126 p.  (ISBN 2-7058-0067-0)
- (fr) Angelo De Gubernatis (1874). Mythologie Zoologique, ou Les Légendes animales, trad. de l'anglais par Paul Regnaud. A. Durand et Pedone-Lauriel (Paris) : 2 vol., 459 p. + 486 p. (texte disponible sur le site de la bibliothèque numérique Gallica : Tome I et Tome II)
- (fr) Martin Monestier (2008). Les Animaux célèbres : Histoire encyclopédique insolite et bizarre, des origines à nos jours. Le Cherche Midi (Paris), collection Documents : 495 p.  (ISBN 978-2-7491-0805-6)
- (fr) Jean-Philippe Noël (2017). Ces Animaux qui font l'Histoire : 50 aventures d'animaux célèbres. Delachaux et Niestlé (Paris) : 175 p.  (ISBN 978-2-603-02484-3)
- (fr) Michel Pastoureau (2001). Les Animaux célèbres. Christine Bonneton (Paris), collection Images et symboles : 255 p.  (ISBN 2-86253-281-9)

### Petite histoire des végétaux
- (fr) Michèle Bilimoff (2011). Histoire des Plantes qui ont changé le Monde. Albin Michel (Paris) : 191 p.  (ISBN 978-2-226-20809-5)
- (fr) Valérie Chansigaud (2014). Une histoire des fleurs : Entre nature et culture. Delachaux et Niestlé (Paris) : 240 p.  (ISBN 978-2-603-02082-1)
- (fr) Angelo De Gubernatis (1878-1882). La Mythologie des Plantes, ou Les Légendes du Règne Végétal. C. Reinwald (Paris) : 2 vol., 295 p. + 374 p. (texte disponible sur le site de la bibliothèque numérique Gallica : Tome I et Tome II)
- (fr) Bill Laws (2011). 50 plantes qui ont changé le cours de l'Histoire, trad. de l'anglais par Olivier Cechman. Éditions Ouest-France (Rennes) : 223 p.  (ISBN 978-2-7373-5450-2) ; édition originale en anglais (2010). Fifty Plants that Changed the Course of History, Quid Publishing (Hove, UK) : 223 p.